# Teilzeitarbeit
Von Teilzeitarbeit (umgangssprachlich auch in Teilzeit) spricht man, wenn Arbeitnehmer regelmäßig kürzer arbeiten als vergleichbare Vollzeitarbeitnehmer. Verglichen wird in der Regel die Wochenarbeitszeit – bei unregelmäßiger Arbeitszeit die Jahresarbeitszeit – von Arbeitnehmern des gleichen Betriebs mit derselben Art des Arbeitsverhältnisses und der gleichen oder einer ähnlichen Tätigkeit. Fehlen vergleichbare Arbeitnehmer im Betrieb, gilt in Deutschland als Vergleichsmaßstab ein anwendbarer Tarifvertrag oder Kollektivvertrag, ansonsten die branchenübliche Vollarbeitszeit (vgl. für das deutsche Arbeitsrecht: § 2 Teilzeit- und Befristungsgesetz). Ein üblicher Richtwert, den z. B. die OECD verwendet sind 30 Stunden und weniger mittlere wöchentliche Arbeitszeit. Oft wird auch die Selbsteinschätzung der Befragten herangezogen.
Teilzeitarbeit kommt durch eine entsprechende Vereinbarung zwischen Arbeitgeber und Arbeitnehmer zustande. In Deutschland gibt es im bestehenden Arbeitsverhältnis nach § 8 Teilzeit- und Befristungsgesetz unter bestimmten Voraussetzungen einen Rechtsanspruch auf Verringerung der Arbeitszeit. Im Arbeitsrecht mancher Staaten muss sie Müttern in Karenz auf Wunsch gewährt werden.
In den Industriestaaten nimmt die Teilzeitarbeit, oder Minijobs tendenziell zu. Relativ deutlich zeigt sich das in der Schweiz, wo der Anteil unter Angestellten seit den 1990er-Jahren von 27 Prozent der Angestellten auf 36 Prozent anstieg.

## Durchführung

### Verteilung
Teilzeitarbeit kann verschieden organisiert sein:
- Es können fixe Arbeitszeiten vereinbart werden, die aber nicht die volle Arbeitszeit ausmachen.
- Es können, je nach Arbeitsanfall, flexible Arbeitspläne erstellt werden. In Deutschland muss bei dieser sogenannten Arbeit auf Abruf die Mindeststundenzahl je Woche und Einsatz angegeben werden, andernfalls hat der Arbeitgeber die Arbeitsleistung für zehn Stunden je Woche in Anspruch zu nehmen, wobei die Arbeitszeit je Einsatz drei Stunden nicht unterschreiten darf. Der Arbeitnehmer ist zur Arbeitsleistung nur verpflichtet, wenn ihm der Einsatz spätestens vier Tage vor dem geplanten Einsatz angekündigt wurde.[4]
- An allen Arbeitstagen in der Woche wird im Vergleich zu Normalarbeitszeit in reduziertem Umfang gearbeitet.
- Die Anzahl der Arbeitstage ist reduziert, es wird aber an den betreffenden Tagen im Umfang eines Normalarbeitsverhältnisses gearbeitet.

Eine (Weiter-)Beschäftigung in Teilzeit kann befristet (beispielsweise als Elternteilzeit) oder unbefristet vereinbart werden.

### Umfang
Man unterscheidet ferner nach zeitlichem Umfang der Arbeit zwischen vollzeitnaher und vollzeitferner Teilzeit.
- Vollzeitnahe Teilzeit, auch verkürzte Vollzeit[5]: oft wird ab einer wöchentlich durchschnittlichen Arbeitszeit von 30 Stunden von vollzeitnaher Teilzeit gesprochen; sie steht in der Familienpolitik im Hinblick auf eine partnerschaftliche Arbeitszeitverteilung in der Diskussion.[6] So sehen einige Konzepte einer Familienteilzeit eine vollzeitnahe Teilzeit vor.
- Vollzeitferne Teilzeit: beispielsweise Halbtagsarbeit.

## Arbeitsrecht

### Anspruch auf Arbeitszeitverringerung, Verbot von Diskriminierung
Aufgrund der Teilzeitrichtlinie 97/81/EG vom 15. Dezember 1997 wurden EU-weit gesetzliche Regelungen eingeführt, die die Diskriminierung von Teilzeitbeschäftigten verbieten und (unterschiedlich weitgehend) einen Anspruch von Arbeitnehmern auf Reduzierung ihrer Arbeitszeit begründen.
In Deutschland ist diese Richtlinie nach einer entsprechenden Vorgängervorschrift im Arbeitnehmerüberlassungsgesetz vom 7. August 1972 (die sich allerdings nur auf das nach der Rechtsprechung ohnehin schon geltende Diskriminierungsverbot bezog) mit dem Teilzeit- und Befristungsgesetz (TzBfG) mit Wirkung ab 1. Januar 2001 umgesetzt worden. Teilzeitbeschäftigte haben nach § 4 TzBfG grundsätzlich die gleichen arbeitsrechtlichen Ansprüche wie Vollzeitbeschäftigte. Nach § 8 TzBfG haben Arbeitnehmer in Betrieben mit mehr als 15 Arbeitnehmern nach mindestens sechsmonatiger Beschäftigung einen vor dem Arbeitsgericht einklagbaren Anspruch auf Verringerung der Arbeitszeit und auf eine bestimmte Verteilung der Arbeitszeit auf die Woche, wenn betriebliche Gründe nicht entgegenstehen, etwa wenn die Verringerung der Arbeitszeit die Organisation, den Arbeitsablauf oder die Sicherheit im Betrieb nicht wesentlich beeinträchtigt oder unverhältnismäßige Kosten verursacht. Dies gilt nach § 6 TzBfG auch für Führungskräfte. Die Ablehnungsgründe können nach § 8 TzBfG durch Tarifvertrag festgelegt werden.
Die Regelungen zur Elternteilzeit nach § 15 Bundeselterngeld- und Elternzeitgesetz (BEEG) begründen einen Anspruch auf eine befristete Teilzeit. Schwerbehinderte Menschen haben einen Anspruch auf Teilzeitbeschäftigung, wenn die kürzere Arbeitszeit wegen Art oder Schwere der Behinderung notwendig ist (§ 164 Abs. 5 Satz 3 SGB IX).
Falls neue oder freie Stellen zu besetzen sind, sind gemäß (§ 9 TzBfG) vorrangig teilzeitbeschäftigte Mitarbeiter zu berücksichtigen, die den Wunsch nach Arbeitszeitverlängerung äußerten.

### Brückenteilzeit

Symbol des Bundesarbeitsministeriums

Das Rückkehrrecht von unbefristeter Teilzeit- in Vollzeittätigkeit wurde im
Koalitionsvertrag vom 7. Februar 2018 vereinbart.
Durch das Gesetz zur Weiterentwicklung des Teilzeitrechts – Einführung einer Brückenteilzeit wurde zum 1. Januar 2019 die so genannte Brückenteilzeit eingeführt.
Das Teilzeit- und Befristungsgesetz (TzBfG) enthält nun den Anspruch auf zeitlich begrenzte Teilzeit, so dass man nach der Teilzeitphase zur vorherigen Arbeitszeit zurückkehren kann, wenn
- der Arbeitgeber in der Regel mehr als 45 Arbeitnehmer beschäftigt
- das Arbeitsverhältnis länger als sechs Monate besteht
- die betriebliche Organisation, Arbeitsabläufe oder die Sicherheit im Betrieb nicht wesentlich beeinträchtigen werden.
- man mindestens drei Monate vor Beginn der Verkürzung in Textform beantragt, seine Vollzeit- oder Teilzeitarbeit für 12 bis 60 Monate zu verringern.

Es wird kein Grund dafür erfragt. Arbeitgeber mit 46 bis 200 Arbeitnehmern müssen nur einem pro angefangenen 15 Arbeitnehmern Brückenteilzeit gewähren.  Alle Mitarbeiter zählen dabei mit, unabhängig vom Beschäftigungsumfang. Und auch Teilzeitbeschäftigte dürfen eine weitere befristete Reduzierung der Arbeitszeit beantragen.
Nach Angaben des ifo Instituts für Wirtschaftsforschung wurden in den ersten sechs Monaten seit Inkrafttreten des Gesetzes in einem Drittel aller Unternehmen Ansprüche auf Brückenteilzeit geltend gemacht. In den übrigen Unternehmen war die Brückenteilzeit kein Thema.

### Tarifvertragliche Vereinbarungen
Tarifbeschäftigte in der deutschen Metall- und Elektroindustrie haben seit 2019 einen Anspruch auf eine „verkürzte Vollzeit“ bis zu 28 Wochenstunden ohne Angabe von Gründen. Sie muss sechs Monate vor ihrem Beginn beantragt werden und kann für einen Zeitraum von sechs bis 24 Monaten genommen werden; nach ihrem Ende gilt wieder die übliche Vollzeit, es sei denn, es wird erneut eine „verkürzte Vollzeit“ beantragt.

### Öffentlicher Dienst
Beamte und Beschäftigte im öffentlichen Dienst haben Anspruch auf befristete Teilzeitarbeit zur Betreuung von Kindern, Jugendlichen oder Pflegebedürftigen: Nach § 11 Abs. 1 TVöD (ähnlich wie zuvor auch § 15b Abs. 1 BAT) legt fest: „Mit Beschäftigten soll auf Antrag eine geringere als die vertraglich festgelegte Arbeitszeit vereinbart werden, wenn sie a) mindestens ein Kind unter 18 Jahren oder b) einen nach ärztlichem Gutachten pflegebedürftigen sonstigen Angehörigen tatsächlich betreuen oder pflegen und dringende dienstliche bzw. betriebliche Belange nicht entgegenstehen. Die Teilzeitbeschäftigung nach Satz 1 ist auf Antrag auf bis zu fünf Jahre zu befristen. Sie kann verlängert werden; der Antrag ist spätestens sechs Monate vor Ablauf der vereinbarten Teilzeitbeschäftigung zu stellen. Bei der Gestaltung der Arbeitszeit hat der Arbeitgeber im Rahmen der dienstlichen bzw. betrieblichen Möglichkeiten der besonderen persönlichen Situation der/des Beschäftigten nach Satz 1 Rechnung zu tragen.“
In allen anderen Fällen besteht kein unmittelbarer Anspruch auf Teilzeitarbeit. Jedoch können die betroffenen Beschäftigten in diesen Fällen verlangen, dass der Arbeitgeber ihnen die Möglichkeiten einer Teilzeitarbeit erörtern. Ziel soll dabei der Abschluss einer Vereinbarung einer Teilzeitarbeit sein.
Nach dem Grundsatz des § 91 Abs. 2 S. 1 BBG dürfen teilzeitbeschäftigte Beamte in Deutschland Nebentätigkeiten neben ihrem Dienst nur in demjenigen Umfang ausüben, wie er auch für vollzeitbeschäftigte Beamtinnen und Beamte zulässig ist. Bei Teilzeitbeschäftigung aus familiären Gründen (§ 92 BBG) dürfen einschränkend „nur solche Nebentätigkeiten genehmigt werden, die dem Zweck der Freistellung nicht zuwiderlaufen“. Dem Zweck der Betreuung von Kindern oder pflegebedürftigen Angehörigen nicht zuwiderzulaufen bedeutet, dass die Betreuung wegen des zeitlichen Umfangs der Nebentätigkeit nicht beeinträchtigt sein darf. Teilzeitbeschäftigte im öffentlichen Dienst erhalten ein Leistungsentgelt in (mindestens) der Höhe, die anteilig ihrer Arbeitszeit entspricht, sofern tarifvertraglich nichts anderes geregelt ist (§ 24 Abs. 2 TVöD). Zeiten einer Teilzeitbeschäftigung werden beim Aufsteigen in den Erfahrungsstufen des Grundgehalts genauso berücksichtigt wie die einer Vollzeitbeschäftigung. Für den Erwerb einschlägiger Berufserfahrung ist es gleichgültig, ob eine Vorbeschäftigung in Teilzeit oder Vollzeit ausgeübt wird; wurden mehrere Tätigkeiten nebeneinander ausgeübt, kommt es auf die Hauptberuflichkeit an. Trotz des Benachteiligungsverbots erleben Teilzeitbeschäftigte im öffentlichen Dienst Karrierenachteile.
Eine Benachteiligung Teilzeitbeschäftigter kann eine mittelbare geschlechtsspezifische Diskriminierung darstellen, entschied das Bundesverfassungsgericht 2008. Hierbei erklärte es einen Versorgungsabschlag für Zeiten der Teilzeitbeschäftigung eines Beamten – also den Verlust von Ansprüchen, der über eine anteilige Verringerung für in Teilzeit gearbeitete Zeiten hinausginge – für unzulässig. Zur Begründung erläuterte das Gericht:
„Eine Anknüpfung an das Geschlecht kann deshalb auch dann vorliegen, wenn eine geschlechtsneutral formulierte Regelung überwiegend Frauen trifft und dies auf natürliche oder gesellschaftliche Unterschiede zwischen den Geschlechtern zurückzuführen ist“.

## Bedeutung und Motive
In Deutschland arbeiteten nach den Erhebungen des Bundesamts für Statistik 1999 bei 32,5 Mio. abhängig Beschäftigten rund 6,3 Mio. in Teilzeit (= 19,4 %). Trotz Anstiegs des Anteils der teilzeitbeschäftigten Männer waren 87 % aller Teilzeitbeschäftigten immer noch Frauen. Hauptgrund für Teilzeitbeschäftigung waren in den alten Bundesländern mit 65 % familiäre oder persönliche Umstände (neue Bundesländer: 21 %). (Zu den Ergebnissen des Mikrozensus 2002 vgl. Neun von zehn Teilzeitkräften in Deutschland sind Frauen. Statistisches Bundesamt, 24. März 2003, archiviert vom Original am 26. September 2003; abgerufen am 16. Juni 2013.)
2012 arbeiten in Deutschland Frauen mit 45 % deutlich häufiger Teilzeit als im EU-Durchschnitt. Nur in den Niederlanden arbeiteten Frauen mit 76 % noch deutlich häufiger Teilzeit. Dabei gilt, dass Frauen, die in Teilzeit arbeiten, das im Westen meist auf eigenen Wunsch tun, während dies im Osten auf weniger als die Hälfte zutrifft. Der Aussage „dass es für alle Beteiligten am besten wäre, wenn der Mann voll berufstätig ist und die Frau sich um den Haushalt und die Kinder kümmert“ stimmten laut Datenreport des Statistischen Bundesamtes von 1997 knapp die Hälfte (47 %) der westdeutschen Frauen althergebrachten Rollenmustern zu; in einer Umfrage von 2017 lag die Zustimmung zu dieser Aussage hingegen nur noch bei 25 % aller Befragten.
Österreich liegt bei der Frauen-Teilzeitquote innerhalb der EU an dritter Stelle. Jede zweite junge Frau wäre gerne Hausfrau, wenn der Lebensunterhalt durch den Partner gesichert wäre.
In der Schweiz gehen mehr als die Hälfte der erwerbstätigen Frauen, aber nur rund einer von sieben Männern, einer Teilzeitarbeit nach. Tendenziell reduziert die Person mit dem geringeren Lohn ihr Pensum.

### Vorteile der Teilzeitarbeit
- Weniger zu arbeiten passt zum Lebensstil des Downshiftings („Freiwillige Einfachheit“).
- Weniger zu arbeiten bedeutet meist weniger Verdienst und damit oft weniger Konsum, was zum Klimaschutz beitragen kann.[28][29]
- Es bleibt genügend Zeit für andere Beschäftigungen (etwa Kinderbetreuung, Hobbys, Haushalt, Aus- und Weiterbildung, Doktorarbeit; politisches Engagement; Ehrenamt; siehe auch: Familienteilzeit).
- Der Arbeitgeber kann die Mitarbeiter so einteilen, wie es der Betrieb erfordert. Dies trifft insbesondere auf Teilzeitarbeit in Form von Abrufarbeit (bzw. KAPOVAZ) zu.[30]
- Es kann steuerliche Vorteile bringen, nicht so viel zu arbeiten (aufgrund der Steuerprogression bleibt von einem halben Bruttogehalt mehr als ein halbes Nettogehalt).
- Durch das Aufteilen einer Stelle auf mehrere Personen (Arbeitsplatzteilung) bekommen mehr Personen die Gelegenheit, sich zu bewähren.
- Aus gesundheitlichen Gründen nicht voll belastbare Mitarbeiter bleiben im Arbeitsverhältnis.
- Gleitender Übergang in den Ruhestand, siehe auch: Altersteilzeit.
- Höhere Leistung der Mitarbeiter durch mehr Erholung.
- Teilzeitarbeit erleichtert es, sich nach der Geburt eines Kindes sowohl um die Haus- und Familienarbeit zu kümmern, als auch weiterhin berufstätig zu sein bzw. nach einer Babypause wieder im Beruf Fuß zu fassen und somit Familie und Beruf zu vereinbaren.

### Nachteile der Teilzeitarbeit
- Höhere Lohnnebenkosten und Investitionen in die Weiterbildung sowie ggf. höherer Koordinationsaufwand seitens des Arbeitgebers.
- Finanzielle Einbußen durch anteilig geringeres Leistungsentgelt, Probleme bei Teilzeitformen mit verhältnismäßig kurzen Ankündigungsfristen.
- Mögliche Karriere-Hemmnisse bei den Arbeitnehmern.
- Bei unbefristeter Teilzeit i. A. kein Rückkehrrecht auf eine Vollzeitstelle; informell auch als „Teilzeitfalle“ bezeichnet.[30]
- Meist nur unzureichende soziale Sicherung für Alter und Ausfallszeiten.
- Gesellschaftlich betrachtet kann eine Arbeitsmarktsegregation zwischen Vollzeit- und Teilzeitarbeit entstehen bzw. aufrechterhalten werden.[30]

### Weitere Aspekte
Überwiegend arbeiten Frauen in Teilzeit-Beschäftigungsverhältnissen. Während in Deutschland 69 % der Mütter mit minderjährigen Kindern teilzeitbeschäftigt sind, sind es nur 5 % der Männer mit minderjährigen Kindern. Von den Frauen ohne minderjährige Kinder sind 36 % teilzeitbeschäftigt, Männer ohne minderjährige Kinder jedoch nur zu 9 %. Teilzeitarbeit verfestigt somit Kritikern zufolge das klassische Rollenverhalten und die Entstehung von Frauenarbeitsplätzen mit einem geringeren Sozialprestige.
Im Management ist die Teilzeitarbeit vergleichsweise selten (siehe hierzu auch: Präsenzkultur). Sozialwissenschaftler betonen, eine größere Verbreitung von „Teilzeit-Managern“ könne „die Akzeptanz für teilzeitarbeitende Männer auf allen betrieblichen Ebenen erhöhen und eine gleichmäßigere Verteilung von Führungspositionen und Arbeitszeiten für beide Geschlechter begünstigen“.
In der öffentlichen Diskussion um Teilzeitarbeit in Führungspositionen dominieren zwei extreme Sichtweisen: dass sich Teilzeitarbeit und Führungspositionen prinzipiell ausschlössen, oder aber dass Teilzeitarbeit prinzipiell in allen Funktionen möglich sei. Zugleich werden Mittel entwickelt, um Unternehmen darin zu unterstützen, allgemein die Eignung von Stellen für eine Besetzung in Teilzeit zu überprüfen.
Ein Rechtsanspruch auf eine befristete Teilzeitarbeit mit Rückkehrrecht, wie er insbesondere in den Niederlanden realisiert wurde, wird in der Politik teils als eine sinnvolle Maßnahme zur Prävention von Altersarmut angesehen, wohingegen Wirtschaftsvertreter von einer unnötigen Bereitstellung von Arbeitsplätzen sprechen (siehe hierzu auch: Reformbestrebungen zum deutschen Teilzeit- und Befristungsgesetz).
In Teilzeitangeboten liegende Potenziale zur Verbesserung der Situation auf dem Arbeitsmarkt werden bislang noch wenig beachtet. Förderung der Teilzeitarbeit wird jedoch ansatzweise als gesellschaftliche Notwendigkeit erkannt. In den Statistiken Deutschlands werden jedoch immer die Anzahl der Arbeitsplätze angegeben und nicht die Anzahl der geleisteten Stunden. So wird durch Unterlassung in der Berichterstattung das wahre Ausmaß der Unterbeschäftigung unzureichend dargestellt, weil dort kaum die unfreiwillige Teilzeitbeschäftigung Erwähnung findet.
Die Vorsitzende der Wirtschaftsweisen, Monika Schnitzer, verlangte ein Umdenken in Unternehmen und kritisierte, es könne nicht sein, dass „junge Väter schief angeschaut werden, wenn sie nur noch 80 Prozent arbeiten wollen, damit sie es der Mutter ebenfalls ermöglichen, 80 Prozent zu arbeiten“.

## Erwerb von Rentenansprüchen
In der Sozialversicherung bewirkt die Teilzeit zum Teil eine geringere Absicherung.
In Deutschland werden bei dem Erwerb der gesetzlichen Rentenansprüche Entgeltpunkte im Verhältnis zum verdienten Entgelt erworben. Das heißt, eine Person, die in Vollzeit genau so viel verdient wie der Durchschnittsbeitragszahler, erhält bei Vollzeitarbeit einen Entgeltpunkt pro Jahr, bei 50%iger Teilzeit einen halben Entgeltpunkt pro Jahr. Allerdings werden dabei vollwertige Wartezeiten erworben. (Bei Beamten verhält es sich ähnlich: In Teilzeit gearbeitete Jahre werden bei der Pension anteilig berücksichtigt; ein darüber hinausgehender Versorgungsabschlag ist unzulässig.) Während der Elternzeit bewirkt die Ausübung einer Teilzeitarbeit eine Steigerung der Rentenansprüche über die für die Kinderberücksichtigungszeit erworbenen Rentenansprüche hinaus (und zwar bis maximal 100 % der Beitragsbemessungsgrenze). Bei der Altersteilzeit wurden die Rentenversicherungsbeiträge aufgestockt (bis maximal 90 % der Beitragsbemessungsgrenze), so dass mehr Rentenansprüche erworben wurden, als es dem prozentualen Anteil entspräche.

## Teilzeit zur Abfederung betrieblicher Auftragsschwankungen
Teilzeit wird auch zur Abfederung von Auftragsschwankungen verwendet. Das verbreitetste Modell hierfür ist in Deutschland die Kurzarbeit.
Alternativ wurde in einem Pilotprojekt die frei gewordene Arbeitszeit für gemeinnützige Arbeit aufgewendet. In dem von 2002 bis 2004 in Dresden von Kreishandwerkerschaft, Umweltzentrum und Bundesagentur für Arbeit mit 200 Mitarbeitern aus 38 Unternehmen in 48 Vereinen durchgeführten Modell „Teilzeit Plus“ arbeiteten Beschäftigte von Handwerksbetrieben, als die Auftragslage zurückging, verkürzt in ihrer Firma und arbeiteten die übrige Arbeitszeit für gemeinnützige Vereine ihrer Wahl. Den Lohn für die Zeit in den Vereinen und für die Koordination des Projekts finanzierte die Agentur für Arbeit.

## Situation in der Schweiz
In der Schweiz ist Teilzeitarbeit eine sehr weit verbreitete Arbeitsform, allerdings ebenfalls nur für Frauen: Fast drei Fünftel der erwerbstätigen Frauen sowie rund 14 % der erwerbstätigen Männer arbeiten teilzeitlich. Bei den Frauen sind die Motive für die Teilzeitarbeit primär familienbedingt, bei den Männern sind neben der Familie andere Motive (Zeit für Hobbys, Politik, Weiterbildung) gleichwertig.
Für Teilzeitarbeit gibt es in der Schweiz kaum gesetzliche Sondervorschriften. Sie wird in Bezug auf Anstellungsbedingungen, Kündigungsfristen, Lohnfortzahlung bei Krankheit usw. vom Gesetz her grundsätzlich gleich behandelt wie Vollzeitarbeit. Werden Teilzeitangestellte in einem Betrieb systematisch mit schlechteren Arbeitsbedingungen als Vollzeitangestellte beschäftigt, liegt eine indirekte Diskriminierung nach Gleichstellungsgesetz vor, weil die große Mehrheit der Teilzeitarbeitenden Frauen sind. Bei der Altersvorsorge in der 2. Säule (Pensionskasse) sind Teilzeitarbeitende schlechter abgesichert, weil sie den für eine obligatorische Absicherung nötigen Mindestjahreslohn nicht immer erreichen und der obligatorisch versicherte Lohn (Betrag über dem sogenannten Koordinationsabzug) anteilsmäßig kleiner ist.
Obwohl Teilzeitarbeit für Unternehmen mit Chancen bezüglich betrieblicher Flexibilität oder Attraktivität auf dem Arbeitsmarkt verbunden ist und aufgezeigt werden kann, dass Teilzeitarbeitende bezüglich Leistung und Motivation Vollzeitarbeitenden oftmals überlegen sind, ist Teilzeitarbeit bis heute keine gleichwertige Arbeitsform und das Potenzial der verschiedenen Teilzeitmodelle wird noch zu wenig erkannt.
Teilzeitarbeit hat für Beschäftigte im Zusammenhang mit der Vereinbarkeit von Familie und Beruf und allgemein im Bemühen um eine Balance der Lebensbereiche eine große Bedeutung. Allerdings ist Teilzeitarbeit bis heute oft mit geringeren beruflichen Entwicklungsmöglichkeiten und geringerer Arbeitsplatzsicherheit verbunden.
Bemühungen zur Förderung der Teilzeitarbeit fokussieren deshalb in der Schweiz auf status- und geschlechtsneutrale Modelle. Das bedeutet einerseits, dass Teilzeitarbeit mit geeigneten Modellen (z. B. Job-Sharing) auch in Führungspositionen ermöglicht werden soll. Andererseits soll der Männeranteil bei Teilzeitarbeitenden erhöht und Teilzeitarbeit damit zu einer Arbeitsform für beide Geschlechter werden. Instrumente wie die Tool-Box Teilzeit der Staatskanzlei des Kantons Bern ermöglichen es Unternehmen, Vollzeitstellen auf ihr Teilzeitpotenzial hin zu prüfen.

## Situation in Österreich
In Österreich ist die Teilzeitarbeit im Arbeitszeitgesetz (§ 19d) geregelt.
Im Jahr 2016  waren in Österreich 1.211.300 Erwerbstätige teilzeitbeschäftigt, womit die Teilzeitquote 28,7 % ausmachte. Bei den Unselbständigen lag die Teilzeitquote bei 28,9 %.
Dabei arbeiteten 47,7 % der Frauen im Jahresdurchschnitt im Jahr 2016 Teilzeit, der Anteil der teilzeitbeschäftigten Männer lag bei 11,8 %.
| Jahr | Gesamt | Männer | Frauen |
| ---- | ------ | ------ | ------ |
| 2008 | 23,5   | 8,2    | 41,6   |
| 2009 | 24,8   | 8,8    | 43,1   |
| 2010 | 25,3   | 9,2    | 43,8   |
| 2011 | 25,3   | 8,9    | 44,1   |
| 2012 | 26,0   | 9,2    | 45,1   |
| 2013 | 26,8   | 10,3   | 45,6   |
| 2014 | 27,9   | 10,9   | 46,9   |
| 2015 | 28,2   | 11,2   | 47,4   |
| 2016 | 28,7   | 11,8   | 47,7   |
| 2017 | 28,7   | 11,9   | 47,7   |
| 2018 | 28,2   | 11,2   | 47,5   |
| 2019 | 28,0   | 10,7   | 47,7   |
| 2020 | 27,9   | 10,7   | 47,3   |
| 2021 | 29,4   | 11,6   | 49,6   |
| 2022 | 30,5   | 12,6   | 50,7   |

## Situation in anderen Staaten
In Frankreich setzte das Gesetz zum Schutz der Arbeit (Loi de sécurisation de l'emploi) vom 14. Juni 2013 die wöchentliche Mindestarbeitszeit auf 24 Stunden bzw. die entsprechende monatliche Stundenzahl fest. Die Regelung trat für alle nach dem 1. Juli 2014 geschlossenen Arbeitsverträge in Kraft, und für früher geschlossene Arbeitsgverträge galten zum 1. Januar 2016 Übergangsregelungen.

## Statistische Daten

### Anteil der voll- und teilzeitbeschäftigten Erwerbstätigen in Deutschland 2017
Erwerbstätige insgesamt
37.395.000
- davon Vollzeitbeschäftigte: 26.641.000 (71,2 % aller Erwerbstätige)
  - davon Männer: 17.318.000
  - davon Frauen: 9.324.000
- davon Teilzeitbeschäftigte: 10.754.000 (28,8 % aller Erwerbstätige)
  - davon Männer: 2.170.000
  - davon Frauen: 8.583.000

Demnach arbeiten 88,86 % aller erwerbstätigen Männer in Vollzeit, während 47,93 % aller erwerbstätigen Frauen in Teilzeit arbeiten.

### Tatsächlicher Anteil der voll- und teilzeitbeschäftigten Erwerbstätigen in Deutschland 2015
Der "Arbeitszeitreport 2016" gibt Aussage über die tatsächlichen Arbeitszeiten in Deutschland – im Gegensatz zu den arbeitsvertraglichen Rahmenbedingungen.
|           | Arbeitszeitreport 2016 | Arbeitszeitreport 2016 | Mikrozensus 2017 | Mikrozensus 2017 |
| Teilzeit  | Vollzeit               | Teilzeit               | Vollzeit         |                  |
| --------- | ---------------------- | ---------------------- | ---------------- | ---------------- |
| Männer    | 7 %                    | 93 %                   | 11,14 %          | 88,86 %          |
| Frauen    | 42 %                   | 58 %                   | 47,93 %          | 52,07 %          |
| Insgesamt | 23 %                   | 77 %                   | 28,8 %           | 71,2 %           |

### Anteil der voll- und teilzeitbeschäftigten Arbeitnehmer in Deutschland 2007
Arbeitnehmer insgesamt35.291.000
- davon Vollzeitbeschäftigte: 23.452.000
  - davon Männer: 15.008.000
  - davon Frauen: 8.444.000
- davon Teilzeitbeschäftigte: 11.839.000
  - davon Männer: 2.998.000
  - davon Frauen: 8.841.000

Quelle: Berechnung des Instituts für Arbeitsmarkt- und Berufsforschung der Bundesagentur für Arbeit, Nürnberg
In Deutschland haben Frauen im europäischen Vergleich besonders kurze Wochenarbeitszeiten, oft weniger als 20 oder 15 Stunden.

### Anteil der Teilzeitbeschäftigten an den Erwerbstätigen 1989
- 33 % Niederlande
- 26 % Norwegen
- 24 % Dänemark
- 24 % Schweden
- 22 % Großbritannien
- 20 % USA
- 18 % Japan
- 13 % Bundesrepublik Deutschland
- 12 % Frankreich
- 10 % Belgien
- 7 % Österreich
- 6 % Italien
- 5 % Spanien

Quelle: Bundesverband deutscher Banken

### Anteil der Teilzeitbeschäftigten an den Erwerbstätigen im europäischen Vergleich
| Land                          | 2007   | 2007   | 2018 Q3 | 2018 Q3 |
| Land                          | Männer | Frauen | Männer  | Frauen  |
| ----------------------------- | ------ | ------ | ------- | ------- |
| EU-27                         | 6,9 %  | 30,7 % | 8,5 %   | 31,0 %  |
| Eurozone (EA-13 bzw. Euro-13) | 6,9 %  | 34,8 % |         |         |
| Belgien                       | 7,1 %  | 40,5 % | 10,0 %  | 41,3 %  |
| Bulgarien                     | 1,1 %  | 1,9 %  | 1,7 %   | 2,1 %   |
| Tschechien                    | 1,7 %  | 7,9 %  | 2,7 %   | 10,8 %  |
| Dänemark                      | 12,5 % | 35,8 % | 14,6 %  | 33,4 %  |
| Deutschland                   | 8,5 %  | 45,3 % | 9,5 %   | 46,2 %  |
| Estland                       | 3,8 %  | 10,6 % | 6,9 %   | 14,1 %  |
| Irland                        | 6,5 %  | 31,9 % | 10,5 %  | 29,8 %  |
| Griechenland                  | 2,5 %  | 9,9 %  | 5,8 %   | 12,4 %  |
| Spanien                       | 3,9 %  | 22,7 % | 6,3 %   | 22,6 %  |
| Frankreich                    | 5,5 %  | 30,2 % | 7,6 %   | 28,2 %  |
| Italien                       | 4,6 %  | 26,8 % | 7,8 %   | 31,8 %  |
| Zypern                        | 3,0 %  | 10,4 % | 6,6 %   | 13,2 %  |
| Lettland                      | 4,4 %  | 6,9 %  | 4,9 %   | 9,6 %   |
| Litauen                       | 6,5 %  | 9,7 %  | 5,2 %   | 9,1 %   |
| Luxemburg                     | 2,6 %  | 37,1 % | 6,2 %   | 30,8 %  |
| Ungarn                        | 2,5 %  | 5,5 %  | 2,6 %   | 6,6 %   |
| Malta                         | 4,0 %  | 24,9 % | 6,4 %   | 23,4 %  |
| Niederlande                   | 22,5 % | 74,8 % | 27,4 %  | 75,1 %  |
| Österreich                    | 6,2 %  | 40,7 % | 9,3 %   | 46,0 %  |
| Polen                         | 5,8 %  | 11,7 % | 3,6 %   | 9,6 %   |
| Portugal                      | 4,7 %  | 13,6 % | 5,5 %   | 10,0 %  |
| Rumänien                      | 8,3 %  | 8,9 %  | 5,9 %   | 6,8 %   |
| Slowenien                     | 6,5 %  | 10,0 % | 5,4 %   | 13,3 %  |
| Slowakei                      | 1,0 %  | 4,3 %  | 3,1 %   | 6,9 %   |
| Finnland                      | 8,3 %  | 18,8 % | 9,3 %   | 19,1 %  |
| Schweden                      | 10,5 % | 39,5 % | 12,6 %  | 32,1 %  |
| Vereinigtes Königreich        | 9,4 %  | 41,6 % | 10,9 %  | 39,1 %  |
| Norwegen                      | 12,8 % | 43,6 % | 14,0 %  | 37,0 %  |
| Schweiz                       | 10,8 % | 58,5 % | 16,3 %  | 60,4 %  |

Quelle: Eurostat